# Oryzopsis
Oryzopsis  es un género de plantas herbáceas,  perteneciente a la familia de las poáceas. Es originario de Norteamérica.

## Etimología
El nombre del género es una combinación de Oryza (género de la misma familia) y del término griego opsis (apariencia), aludiendo a una similitud en los dos géneros. 

## Especies
- Oryzopsis asperifolia Michx. (1803)
- Oryzopsis chinensis Hitchc. (1930)
- Oryzopsis contracta (B.L.Johnson) Schltr. (1967)
- Oryzopsis exigua Thurb. (1874)
- Oryzopsis hendersonii Vasey (1893)
- Oryzopsis henryi (Rendle) Keng f. (1976)
- Oryzopsis hymenoides (Roem. & Schult.) Ricker ex Piper (1906)
- Oryzopsis pungens (Torr.) Hitchc. (1908)
- Oryzopsis racemosa (Sm.) Ricker ex Hitchc. (1906)
- Oryzopsis swallenii C.L.Hitchc.& Spellenb. (1968)